# Itajahy Martins
Itajahy Martins (Botucatu, 13 de dezembro de 1927 - São Paulo, 25 de janeiro de 1991) foi um artista plástico e gravador brasileiro. Exerceu o magistério particular e do Estado em todos os níveis e foi diretor da Faculdade de Comunicações e Artes da Universidade Mackenzie, em São Paulo e titular da disciplina Expressão no Plano (Gravura).
Participou de inúmeros certames artísticos nacionais e internacionais, clubes de gravura e mostras, entre os quais, incluem-se a Exposição Internacional de Gravadores, em 1954, na Polônia, a mostra de Artistas Paulistas, em Barcelona (Espanha), em 1967, a exposição 50 Anos de Paisagem Brasileira, promovida pelo Museu de Arte Moderna, em 1956, o atelier vivo de gravura da Bienal de São Paulo, como artista convidado, e individuais no Museu de Arte de São Paulo (MASP), em 1980 e Casa da Gravura de Curitiba (Paraná), em 1982. O forte conteúdo humano de suas obras foi realçado pelo escritos Afonso Schmidt, em uma individual, em 1953. Em 1978, realizou, na União Brasileira de Escritores, a exposição 30 Anos de Gravura. Contribuiu decisivamente para a fundação do Museu de Arte Contemporâneo de Botucatu, em São Paulo, assim como para a difusão da gravura nos meios escolares, através de cursos, palestras e publicações, tendo organizado, em 1956, a convite de Sergio Milliet, a exposição Gravura e Escola, na Biblioteca Municipal de São Paulo. É autor de "ABC da Gravura", "Gravura, Arte e Escola", "Gravura, Arte e Técnica" e "Desenho, Arte e Técnica".

## Publicações
- 1956 – Gravura, arte, escola. Dracena.
- 1056 – Gravuras de Itajahy. Gráfica Editora Piratininga. 24,5 x 31 cm. 16 p. Ilustr. 150 exemplares.
- 1957 – ABC da gravura. Votuporanga. Ed. Mosaico. 40 p. A5, ilustr.
- 1957 – Gravuras regionais.
- 197? – Artes gráficas em nossa casa. São Paulo: s/ed. 29 p. A4. Ilustr.
- 1970 – Desenho aplicado à educação. São Paulo: FMU. 60p. A5. CEPacheco Editora.
- 1971 – Desenho, artes, comunicação aplicado às técnicas comerciais. São Paulo: CTP-GIP. 48 p. A4. Ilustr.
- 1973 – Arte da gravura: xilo, metal, lito. São Paulo: Coleção Mackenzie. 53 p. A4. Ilustr.
- 1987 – Gravura: arte e técnica. São Paulo: Laserprint: Fundação Nestlé de Cultura. 248 p. 31 cm. Ilustr.
- 1992 – Desenho: arte e técnica. São Paulo: Fundação Nestlé de Cultura. 203 p. 31 cm. Ilustr. (obra póstuma)

## Premiações
- 1955 – Salão Paulista de Arte Moderna: Grande Medalha de Prata.
- 1957 – XXVI Salão Paulista de Belas Artes: Menção Honrosa.
- 1961 – X Salão Paulista de Arte Moderna: Menção Honrosa.
- 1961 – XXVI Salão Paulista de Belas Artes: Premio Aquisição.
- 1964 – XV Salão Paulista de Arte Moderna: Premio Aquisição.
- 1964 – Salão do Trabalho, Federação do Comércio do Estado de São Paulo: 1º Premio em Gravura.
- 1965 – Salão do Trabalho, Federação do Comércio do Estado de São Paulo: 1º Premio em Gravura.
- 1965 – XXX Salão Paulista de Belas Artes: 1º Premio.
- 1966 – Salão do Trabalho, Federação do Comércio do Estado de São Paulo / SESC / SENAC: 1º Premio em Gravura.
- 1977 – XIV Salão do Embu: Grande Medalha de Ouro Gravura.

## Exposições
- 1947 – Individual em Botucatu na garagem de casa.
- 1950 – I Salão Atibaiense de Artes Plásticas (Atibaia – São Paulo).
- 1952 – II Salão Paulista de Arte Moderna (Capital – São Paulo).
- 1953 – Individual Galeria das Bandeiras (Capital – São Paulo).
- 1954 – Exposição Internacional de Gravadores (Varsóvia – Polônia).
- 1955 – Salão Paulista de Arte Moderna (Capital – São Paulo).
- 1956 – 50 Anos de Paisagem Brasileira, Museu de Arte Moderna de São Paulo (Capital – São Paulo).
- 1956 – Museu da Gravura (Bagé – Rio Grande do Sul).
- 1957 – Salão Paulista de Belas Artes (Capital – São Paulo).
- 1960 – Salão Paulista de Arte Moderna (Capital – São Paulo)
- 1961 – X Salão Paulista de Arte Moderna (Capital – São Paulo)
- 1963 – II Salão do Trabalho, Galeria da Folha (Capital – São Paulo).
- 1965 – Salão do Trabalho, Federação do Comércio do Estado de São Paulo / SESC / SENAC (Capital – São Paulo).
- 1965 – Salão Paulista de Belas Artes (Capital – São Paulo).
- 1965 – Individual, Brazilian American Cultural Institute (Washington DC – EUA).
- 1965 – Individual, Galeria Dearte (Capital – São Paulo).
- 1966 – Salão do Trabalho, Federação do Comércio do Estado de São Paulo / SESC / SENAC (Capital – São Paulo).
- 1966 – Salão Paulista de Arte Moderna (Capital – São Paulo)
- 1966 – Individual, Galeria F. Domingos (Capital – São Paulo).
- 1967 – Individual, Galeria KLM (Capital – São Paulo).
- 1967 – Exposição de Artistas Paulistas (Barcelona – Espanha).
- 1969 – Exposição Grupo Bisonte: Mario Zanini, Walter Levy, Acorsi, Ugarte, Jacobo, Francesco Domingo, H. Wagner, Itajahy Martins (Capital – São Paulo).
- 1970 – Mostra do Núcleo dos Gravadores de São Paulo, Galeria PROTEC (Capital – São Paulo).
- 1974 – X Salão de Artes (Itapetininga – São Paulo).
- 1974 – Bienal de São Paulo, artista convidado para o atelier vivo de gravura (Capital – São Paulo).
- 1975 – Coletiva de Artista Brasileiros, Galeria do Hotel Holiday (São Bernardo do Campo – São Paulo).
- 1976 – Bienal de São Paulo (Capital – São Paulo).
- 1977 – Panorama da Gravura e do Desenho Brasileiro, Museu de Arte Moderna (Capital – São Paulo).
- 1977 – Coletiva de Arte, Galeria Dirce Pires (Capital – São Paulo).
- 1977 – Exposição Brazilian American Cultural Center Inc. (New York – U.S.A.).
- 1977 – XIV Salão de Artes do Embu (Embu das Artes – São Paulo).
- 1978 – Coletiva na Semana Cultural de Itatiba com Aldemir Martins, João Rossi, Suzuki, Itajahy Martins (Itatiba – São Paulo).
- 1978 – Salão de Artes de Itu (Itu – São Paulo).
- 1978 – Individual União Brasileira dos Escritores “30 Anos de Gravura” (Capital – São Paulo).
- 1979 – Coletiva Elementos de Comunicação Sensível com Aldemir Martins, João Rossi, Suzuki, Itajahy Martins (Guaratinguetá – São Paulo).
- 1979 – Individual Teatro Municipal (Piracicaba – São Paulo).
- 1979 – Salão de Arte Contemporânea (Piracicaba – São Paulo).
- 1980 – Individual Museu de Arte de São Paulo (Capital – São Paulo).
- 1981 – IV Salão de Artes Plásticas (Itu – São Paulo).
- 1982 – V Salão de Artes Plásticas (Itu – São Paulo).
- 1983 – Exposição Professores Artistas, Universidade Presbiteriana Mackenzie (Capital – São Paulo).
- 1983 – Centro Cultural Ciccilo Matarazzo Sobrinho (Lindoia – São Paulo).
- 1983 – Individual Centro Cultural (Botucatu – São Paulo).
- 1984 – Inauguração do Museu de Arte Contemporânea (Botucatu – São Paulo).
- 1984 – Retrospectiva na Casa da Gravura (Curitiba – Paraná).
- 1986 – 30 Destaques da Gravura Brasileira, Espaço Cultural São Paulo (Capital – São Paulo).
- 1987 – Panorama da Arte Atual Brasileira, Museu de Arte Moderna de São Paulo (Capital – São Paulo).
- 1987 – Paulistas em Brasília (Brasília DF – Goiás).
- 1987 – Mostra Anexa ao lançamento do livro Gravura: arte e técnica no Museu de Arte Moderna de São Paulo (Capital – São Paulo).
- 1988 – Feira de Gravura (Curitiba – Paraná).
- 1988 – Coletiva Artes Plásticas, Centro Cultural Tao Sigulda (Jarinu – São Paulo).
- 1989 – Feira de Gravura (Curitiba – Paraná).
- 1989 – Exposição Gravura e Gravadores, Paço das Artes (Jundiaí – São Paulo).
- 1989 – Casa da Xilogravura (Campos do Jordão – São Paulo).
- 1990 – Feira de Gravura (Curitiba – Paraná).

## Eventos Didáticos
- 1954 – I Exposição Escolas História em quadrinhos (Dracena – São Paulo)
- 1955 – Gravura em Linóleo (Dracena – São Paulo).
- 1956 – Exposição Escolar Artes Gráficas, Biblioteca Municipal (Capital – São Paulo).
- 1956 – Exposição Escolar de Filatelia (Dracena – São Paulo).
- 1957 – Exposição de Artes Gráficas, Colégio Caetano de Campos (Capital – São Paulo).
- 1962 – Família Vocacional, Colégio Oswaldo Aranha (Capital – São Paulo).
- 1964 – Galeria Vocacional do Brooklin (Capital – São Paulo).
- 1970 – Papelópolis, Universidade Presbiteriana Mackenzie (Capital – São Paulo).
- 1973 – Exposição coletiva, Universidade Presbiteriana Mackenzie (Capital – São Paulo).
- 1974 – Exposição Projeto Rondon, Universidade Presbiteriana Mackenzie (Capital – São Paulo).
- 1976 – Stand Mackenzista (Bauru – São Paulo).
- 1979 – I Encontro com o folclore, Universidade Presbiteriana Mackenzie (Capital – São Paulo).

## Homenagens
- Escola Estadual Prof. Itajahy Feitosa Martins – Barueri (São Paulo) [1]
- Praça Itajahy Feitosa Martins – Capital (São Paulo) [2]
- Museu de Arte Contemporânea Itajahy Martins – Botucatu (São Paulo) - Av. Dom Lúcio, 755 - [14] 3882-0133 [3]